# 6255 Kuma
A 6255 Kuma (ideiglenes jelöléssel 1994 XT) a Naprendszer kisbolygóövében található aszteroida. Akimasa Nakamura fedezte fel 1994. december 5-én.